# Iglesia de Santa María (Nashville)
La Iglesia de Santa María o antes Catedral de Santa María (en inglés: St. Mary's Church) Es una histórica iglesia parroquial católica situada en el centro de Nashville, Tennessee, Estados Unidos. Se ubica en el 330 de la 5.ª avenida, N. en Nashville, Tennessee, y fue construida en 1845, lo que la hace la iglesia existente más antigua en Nashville y la iglesia católica más vieja en lo que ahora es la diócesis de Nashville. Santa María reemplazó la primera iglesia de la diócesis, el Santo Rosario, que había sido erigida anteriormente en el sitio hoy ocupado por el Capitolio del Estado de Tennessee.
La iglesia fue diseñada por Adolphus Heiman (1809-1862), que también diseñó un número de otros edificios notables de Nashville, incluyendo el asilo del estado y el la Belmont Mansion en estilo italiano.

## Véase también

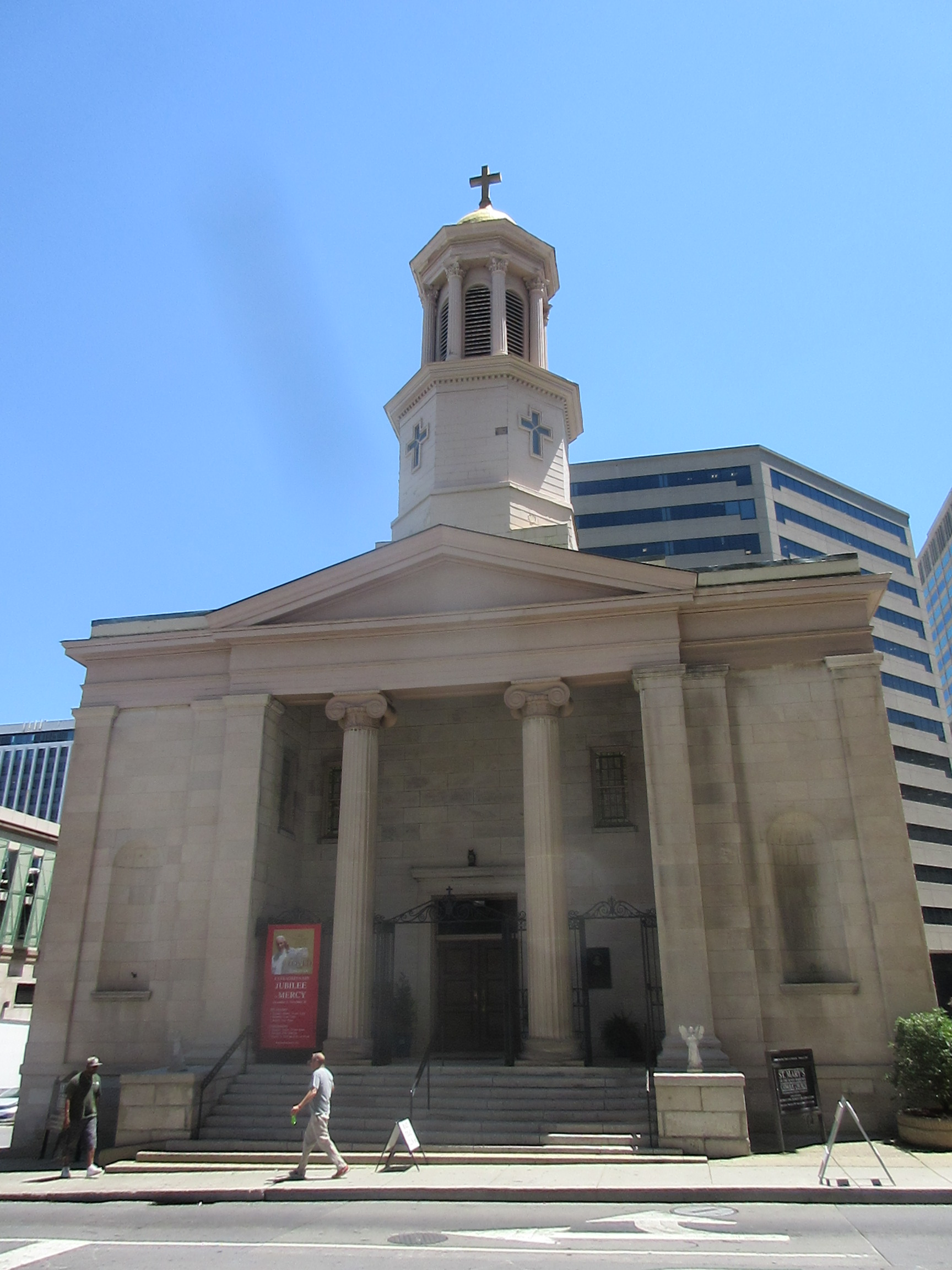
Vista de la fachada